# Свети Лав и Паригорије
Свети Лав и Паригорије (грч. Λεων και Παρηγοριος; умрли око 260) су ранохришћански мученици из Патаре (Ликија) у Анадолији. 
Православна црква прославља 18. фебруара.
Од ова два мученика, пострадали су у граду Патари у Ликији. Први је мученички страдао Паригорије сведочећи своју хришћанску веру пред паганима Патаре. Свети Лав, је био сведок његовог страдања у време цара Валеријана и Галијена. Када је свети Лав кренуо да принесе молитве, на гроб Светог Паригорија, прошао. поредд Сераписовог храма и тамо видео пагане који су се у њему приносили жртве. Жалећи њихово духовно слепило; и, дирнут ревношћу светог Паригорија, разбио је фењере и идоле који су тамо стајали и узвикнуо: „Нека ваши богови освете повреду ако они су у стању да то ураде.” Идолски свештеник, подигавши народ, повикао је: „Ако се ово безбожништво не казни, богиња Фортуна ће повући своју заштиту из града.“
Извештај о овом догађају убрзо је доспео до намесника, који је наредио да светитеља доведу пред њега и рекао му: „Зли бедниче, твоје светогрђе сигурно говори о теби или незнању о бесмртним боговима, или потпуно луди, летећи пред нашим најбожанским царевима, које с правом сматрамо споредним божанствима и спасиоци.” Мученик је са великим смирењем одговорио: „Ви сте у великој заблуди, претпостављајући мноштво богова: постоји само један, који је Бог неба и земље, и који не треба да му се обожавају на тај груби начин. да се људи клањају идолима. Најприхватљивија жртва коју му можемо принети је жртва скрушеног и понизног срца.” Када су му запретили најстрашнијим мукама свети Лав је рекао: „Страх од мука ме никада неће одвући од моје дужности. Спреман сам да трпим све што ћеш ми нанети. Сва ваша мучења не могу досећи даље од смрти. Вечни живот се не постиже већ путем невоља; Писмо нас сходно томе обавештава да је узак пут који води у живот.“ Ове последње речи разбеснеле су намесника, и он је наредио да се светитеља бичују. Док су џелати немилосрдно кидали његово тело, судија му је рекао: „Ово није ништа од мука које ти спремам. Ако желите да се зауставим овде, морате се жртвовати." Лав је рекао: „О судијо, поновићу ти опет оно што сам ти често говорио: не поседујем твоје богове, нити ћу им икада принети жртву."  
На крају је судија изрекао казну, да га вежу за ноге, одвуку до бујице и тамо погубе; и његова наређења су одмах на најсуровији начин извршена. Тамошњи хришћани су узели мучениково тело и сахранили су уз молитве. 